# Friedrich Mildenberger
Friedrich Mildenberger (* 28. Februar 1929 in Münsingen; † 24. März 2012 in Erlangen) war ein evangelisch-lutherischer Theologe und Professor für Systematische Theologie.

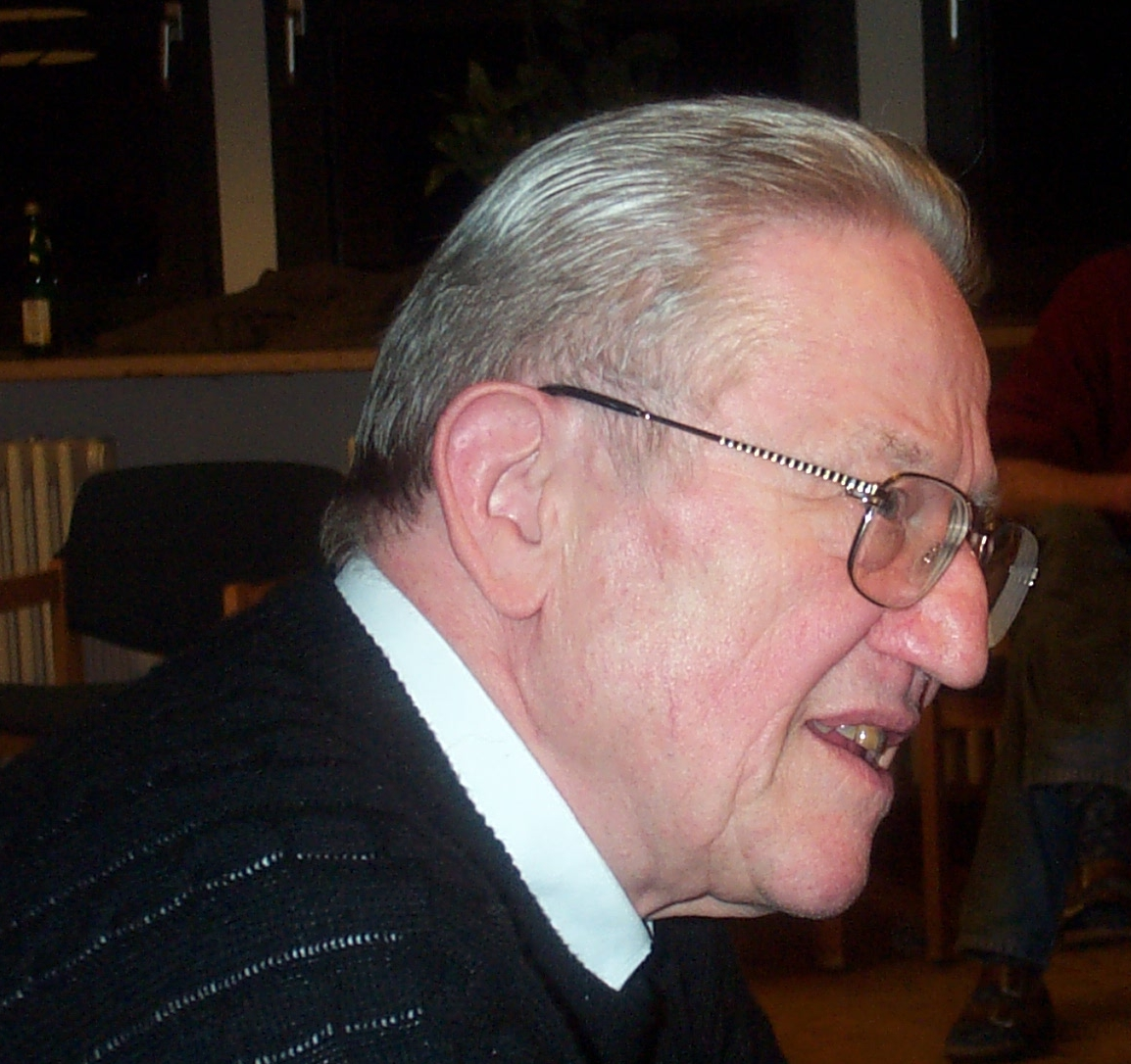
Friedrich Mildenberger

## Leben

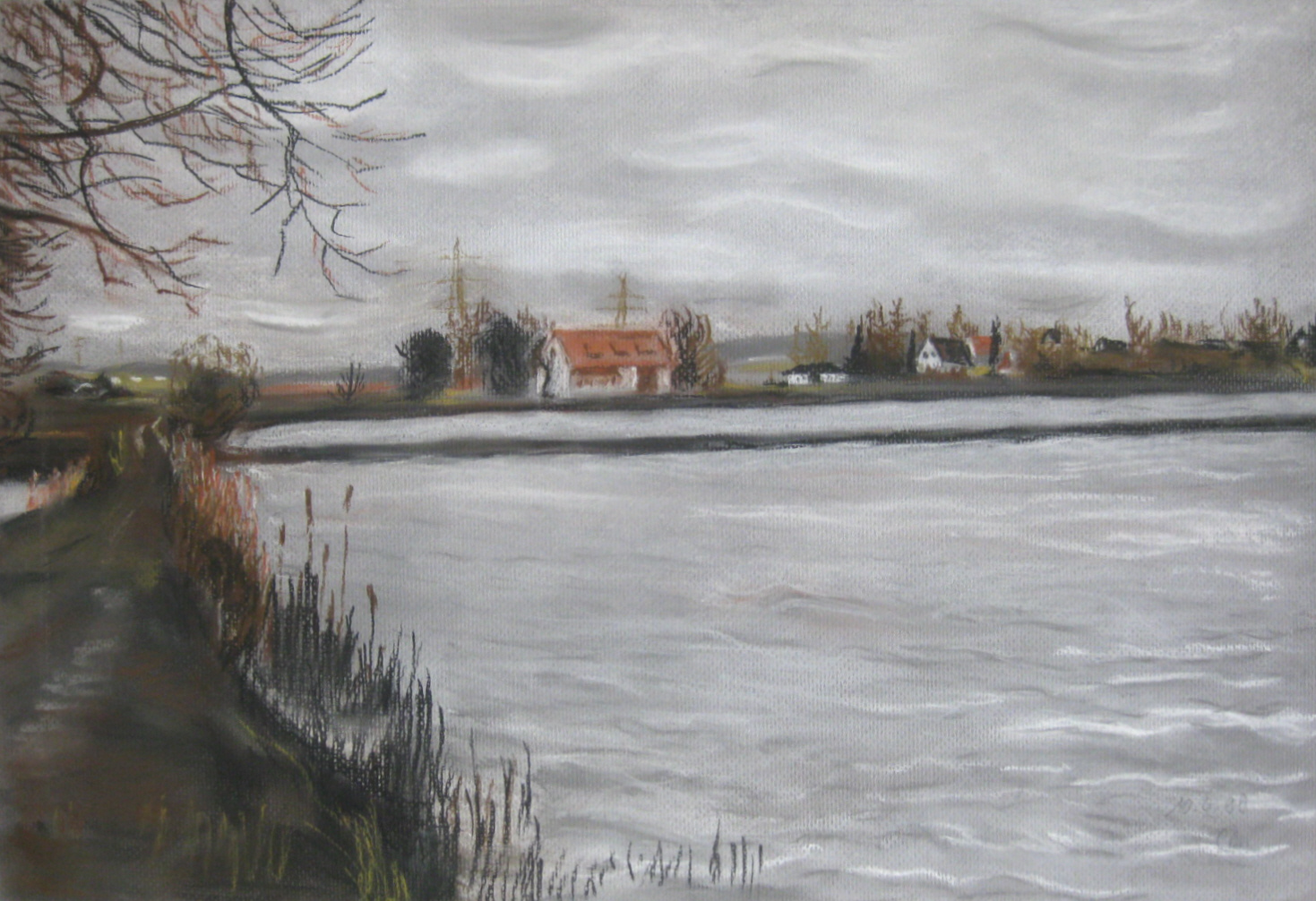
Ein Gemälde von Friedrich Mildenberger: Der Kosbacher Weiher bei Erlangen

Friedrich Mildenberger war das zweite von sechs Kindern des Pfarrers Bernhard Mildenberger und seiner Frau Hildegard geb. Traub. Seine ersten Schuljahre verbrachte er in Kohlstetten auf der Schwäbischen Alb. Nach dem Besuch des Eberhard-Ludwigs-Gymnasiums in Stuttgart legte er 1946 sein Abitur am Evangelischen Seminar Blaubeuren ab und studierte ab 1947 Theologie am Evangelischen Stift Tübingen. 1949 wechselte er nach Göttingen, um das Studium bei Friedrich Gogarten und Gerhard von Rad fortzuführen. Nach dem Examen im Jahr 1951 war er Vikar und Pfarrverweser sowie Stiftsrepentent in Tübingen. Ab 1957 wirkte Mildenberger als Pfarrer in Wolfenhausen und arbeitete an seiner Promotion und Habilitation. Im Jahre 1964 wurde er Dozent an der Eberhard-Karls-Universität Tübingen; von 1968 bis zu seiner Emeritierung im Jahr 1994 lehrte er als Professor für Systematische Theologie mit Schwerpunkt Dogmatik an der Friedrich-Alexander-Universität Erlangen-Nürnberg (Nachfolge von Walter Künneth).

Seit seiner Emeritierung widmete sich Friedrich Mildenberger verstärkt einem bereits lebenslang gepflegten Hobby: Er „macht“ Bilder. Bevorzugt arbeitete er mit Kreide, es entstanden aber auch Kohlezeichnungen und Aquarelle. Seine Motive suchte sich der Maler in seinem Lebensumfeld: Stille Küstenlandschaften rund um sein kanadisches Ferienhaus, liebevolle Blicke auf die Stadt Erlangen, in welcher der Schwabe 43 Jahre lebte, Blumen aus dem von seiner Frau Anne sorgsam gehegten Garten, Porträts von seinen Menschen. „Sehübungen“ mutete der Künstler dem Betrachter zu. Form und Farbe in ihrer Harmonie, aber auch in deren Durchbrechung ermöglichen die Wahrnehmung ungewohnter Hinsichten auf Vertrautes. 
Friedrich Mildenberger war seit 1955 mit Anne Mildenberger geb. Lesemann verheiratet; das Ehepaar hatte fünf Kinder und lebte seit 1968 in Erlangen.

## Über sein Werk
Mit seinem Buch Theologie für die Zeit - wider die religiöse Interpretation der Wirklichkeit in der modernen Theologie von 1969 warf Friedrich Mildenberger zu Anfang seiner universitären Lehrtätigkeit den namhaftesten Kollegen seiner Zunft den Fehdehandschuh vor die Füße. Er legte programmatisch seine eigene theologische Konzeption vor und beurteilte von ihr aus Ebeling, Pannenberg, Moltmann, aber auch die Vertreter der Lehrergeneration Tillich, Bultmann und Barth und die Wegbereiter Lessing, Schleiermacher und Troeltsch. Sie alle fragt er: „Verstehen wir das Wort »Gott« als Begriff – oder verstehen wir es als Namen?“ Er lädt dazu ein, mit der Besinnung auf den Gottesnamen, Gott nicht metaphysisch, sondern von seiner Geschichte her zu verstehen.
Mit Erscheinen seiner Gotteslehre wurde deutlich, dass Mildenberger ernsthaft begonnen hatte, eine eigenständige Dogmatik zu entwerfen. Die in der „Theologie für die Zeit“ aufgeworfenen Fragen sollten nicht liegen bleiben.
Auch in den Bereich der Kirchengeschichte drang Mildenberger mit einer Veröffentlichung vor. Seine Geschichte der deutschen evangelischen Theologie im 19. und 20. Jahrhundert ist ein Kompendium, das die großen theologischen Schulen dieser Zeit nicht nur darstellen, sondern auch einordnen hilft. Deshalb ist das Buch auch nicht historisch, sondern systematisch geordnet und bringt die großen Themen dieser Zeit zur Sprache. Hilfreich ist der Anhang mit Kurzbiografien und Bildern aller erwähnten Theologen sowie einer ausfaltbaren Grafik, welche die Schulbildung in Gestalt der Mitarbeit bei theologischen Zeitschriften veranschaulicht.
Die Theologie der Lutherischen Bekenntnisschriften führt in die Grundgedanken des Korpus ein und erschließt deren inneren Zusammenhang. Dabei wird die bleibende Aktualität der Bekenntnisschriften verdeutlicht und nicht lange bei historischen Darstellungen verweilt. Mildenberger versteht die Bekenntnisse als Ergebnisse dynamischer Prozesse. So ernst er die Texte der Bekenntnisschriften einerseits nimmt, so kritisch ist andererseits sein Umgang mit der Gefahr, diese Texte aus ihren historischen und theologischen Zusammenhängen zu nehmen und sie als zeitlose Formeln einer dogmatisch festgelegten Lehre zu verstehen. Mildenberger unterscheidet deshalb sehr genau Bekenntnisschriften und deren Texte vom Bekenntnis der Evangelisch-Lutherischen Kirche. Die Bekenntnisschriften und ihre Theologie haben das Ziel, das Bekenntnis einer Kirche auf die reformatorische Grundentscheidung hin zu prüfen und das Evangelium schriftgemäß und zeitgemäß immer wieder neu zu formulieren. 

Vielen, die Theologie studiert haben, ist der Name Friedrich Mildenberger nur von einem Buch her bekannt, dem Grundwissen der Dogmatik. Dieses Lehrbuch wurde über viele Jahre gerne zur Examensvorbereitung herangezogen. Es setzt allerdings die Nähe zu einer gut sortierten theologischen Bibliothek voraus. Denn in dem Buch sind bewusst zahlreiche Lücken gelassen, über denen jeweils eine Frage steht, die nur durch eigenes Quellenstudium zu beantworten ist. Die Lernenden werden somit angehalten, zentrale Aussagen und Lehrmeinungen der Dogmatik im Original zu erforschen und die Ergebnisse in das Arbeitsbuch einzutragen.  Das Grundwissen der Dogmatik ist mit kleinen Zeichnungen des Autors geschmückt, welche dogmatische Sachverhalte humorvoll veranschaulichen. 

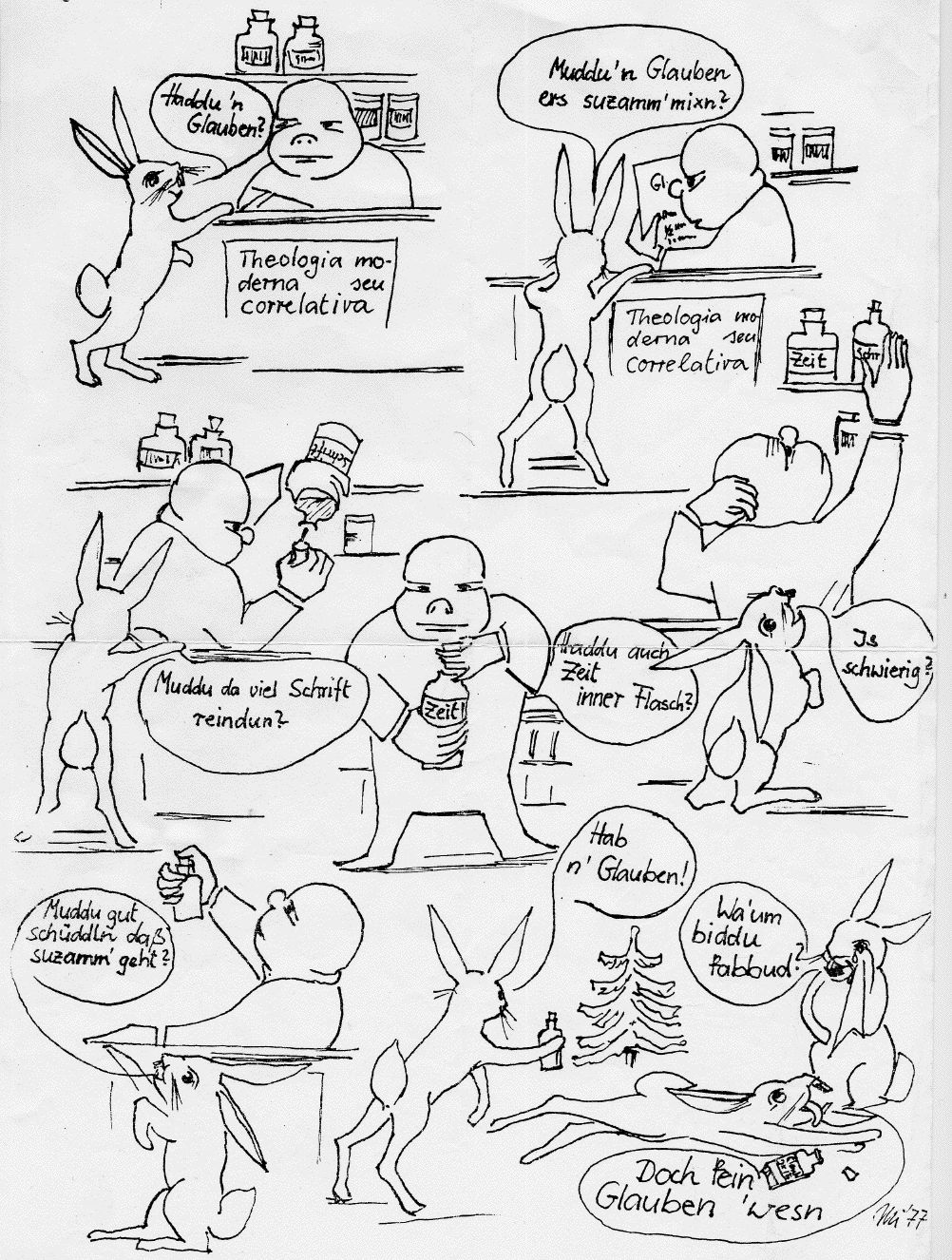
Eine Karikatur von F.Mildenberger aus dem Jahre 1977, basierend auf den seinerzeit sehr beliebten »Häschenwitzen«

Die systematisch-theologische Arbeit ist kein wissenschaftlicher Selbstzweck, sondern dient der Verkündigung des Wortes Gottes. Auf dem Hintergrund langjähriger Predigtpraxis als Pfarrer und Professor verfasste Friedrich Mildenberger seine Kleine Predigtlehre. Diese folgt der klassischen Dreiteilung in prinzipielle, materiale und formale Homiletik. Anders als die üblichen hörerorientierten Ansätze legt der Autor in dieser Homiletik den Schwerpunkt auf das zu predigende Evangelium und behandelt die in der Predigt wiederkehrenden Inhalte, indem er am Kirchenjahr entlanggeht. Anhand konkreter Beispiele leitet Mildenberger anschaulich zu einem ordentlichen Predigtvorgang an.
Der Aufsatzband Zeitgemäßes zur Unzeit  sammelt Vorträge Friedrich Mildenbergers aus den Jahren 1978 bis 1986, die er vor Gemeinden, kirchlichen Gremien, auf Fortbildungstagungen (»Prackenfelser Kreis«), Akademien und vor theologischen Fakultäten gehalten hat. Die Friedensfrage, die in den Jahren der Aufrüstung und des Doppelbeschlusses (Nachrüstungsbeschluss) der NATO vom 12. Dezember 1979 evangelische Gemeinden und Landeskirchen erheblich beunruhigte und bewegte, findet sich in den Beiträgen ebenso wieder wie Texte zur Gotteslehre und zur Ekklesiologie. Mildenberger verbindet mit ihnen die „Gewissheit, dass das Schriftwort zu diesen Themen das Entscheidende zu sagen hat“ (S. 5) und den eigenen Anspruch, mit den Beiträgen „Zeitgemäßes“ und „Situationsgemäßes“ auszusagen, auch wenn in den verworrenen Diskussionen dieser Jahre die Bereitschaft zum Hören nicht immer gegeben war.
Mildenbergers Hauptwerk, zum Ruhestand vollendet, ist die dreibändige Biblische Dogmatik. Dieses Projekt einer Systematischen Theologie, die zugleich die Biblische Theologie in sich aufnimmt und auf die kirchliche Praxis zielt, steht so quer zur gegenwärtigen deutschen Universitätstheologie mit ihrer fortschreitenden Spezialisierung und gleichzeitigen Entfremdung von der Kirche, dass die Wirkung des Werkes seiner Bedeutung in keiner Weise entspricht.

## Werke
- Theologie für die Zeit. Wider die religiöse Interpretation der Wirklichkeit in der modernen Theologie, Stuttgart 1969, ISBN 3766801546
- Gotteslehre. Eine dogmatische Untersuchung, Tübingen 1975, ISBN 3-16-136722-7
- Geschichte der deutschen evangelischen Theologie im 19. und 20. Jahrhundert, Stuttgart 1981, ThW 10, ISBN 3170010751
- Theologie der Lutherischen Bekenntnisschriften, Stuttgart 1983, ISBN 3170081373
- Grundwissen der Dogmatik - ein Arbeitsbuch, Stuttgart 1983, 4. völlig neubearbeitete Auflage zusammen mit Heinrich Assel 1995, ISBN 3170136798
- Kleine Predigtlehre, Stuttgart 1984, ISBN 3170082337
- Zeitgemäßes zur Unzeit (Aufsatzband), Essen 1987, Theologie im Gespräch 1, ISBN 3892061386
- Biblische Dogmatik, 3 Bände, Stuttgart 1991–1993, ISBN 3170110810 / ISBN 3170110829 / ISBN 3170110837

Vorlesungsmitschriften:
- Christologie (Vorlesung im WS 1977/78 in Erlangen, als Manuskript gedruckt 1978) (online)

- Theologie des Heiligen Geistes (Vorlesung im WS 1980/81 in Erlangen, als Manuskript gedruckt 1981) (online)